# لویی بریه
لویی بریه (به فرانسوی: Louis Bréhier)، زاده ۵ اوت ۱۸۵۸ در برست و درگذشته ۱۳ اکتبر ۱۹۵۱ در رنس، تاریخ‌نگار و استاد دانشگاه فرانسوی است.

## زندگی‌نامه
لویی بریه پس از کسب دیپلم دبیرستان رهسپار پاریس شد و در دانشگاه سوربن به تحصیل زبان یونانی و ادبیات پرداخت. او چند سال در دبیرستانهای به تدریس تاریخ مشغول شد. او در ۱۹۱۶ کتاب جامعی با عنوان «کاتدرال رنس» انتشار داد که سبب شهرتش شد. بریه استاد افتخاری دانشگاه کلرمون فران و عضو بنیاد دانشگاهی فرهنگستان کتیبه‌شناسی و زبان‌های باستانی فرانسه (به فرانسوی: Académie des Inscriptions et Belles-Lettres) نیز بوده است.